# Villanueva de Sigena (kommunhuvudort)
Villanueva de Sigena är en kommunhuvudort i Spanien.   Den ligger i provinsen Provincia de Huesca och regionen Aragonien, i den nordöstra delen av landet, 300 km öster om huvudstaden Madrid. Villanueva de Sigena ligger 235 meter över havet och antalet invånare är 533.
Terrängen runt Villanueva de Sigena är platt åt nordost, men åt sydväst är den kuperad. Runt Villanueva de Sigena är det mycket glesbefolkat, med 4 invånare per kvadratkilometer. Närmaste större samhälle är Sariñena, 14,9 km nordväst om Villanueva de Sigena. Trakten runt Villanueva de Sigena består till största delen av jordbruksmark.